# Parure

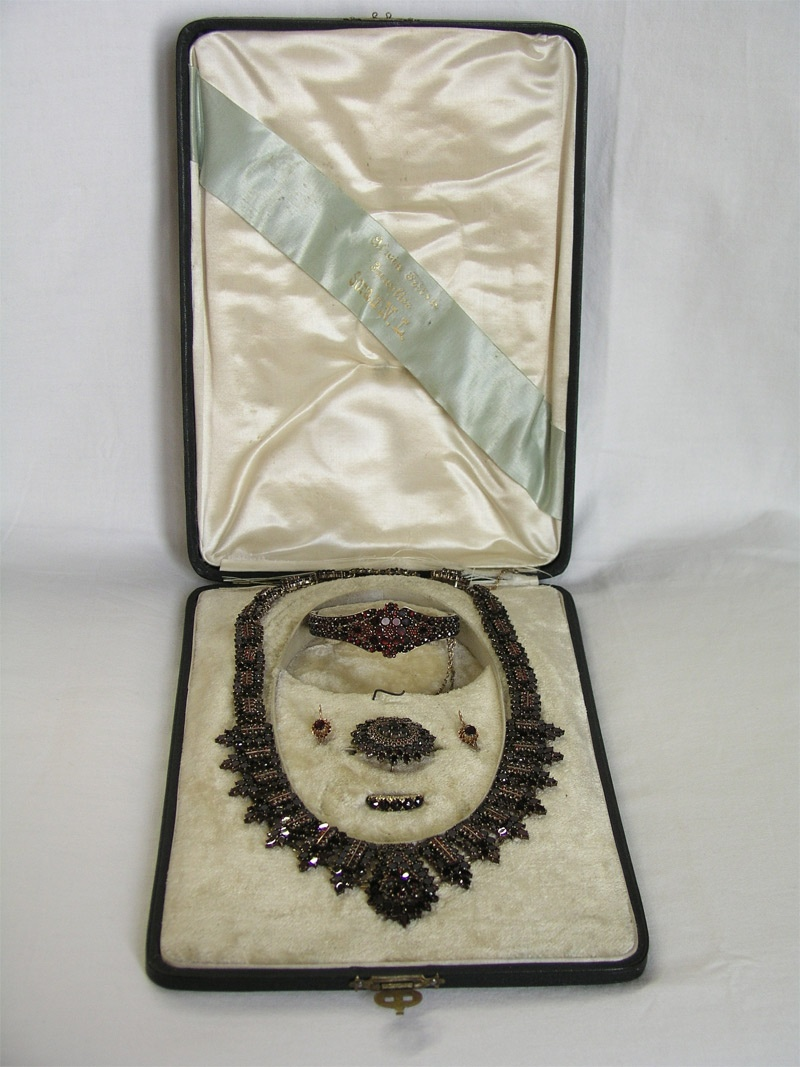
Parure

Eine Parure (von fr. parure de bijoux, Geschmeide, Putz) (auch Parüre) ist eine Schmuckkombination, deren Einzelteile in Design und Materialwahl aufeinander abgestimmt sind. Paruren kamen während des 17. Jahrhunderts in Europa auf und waren wichtige Statussymbole der Dame von Stand.
Eine Parure besteht mindestens aus:
- Aigrette oder Diadem
- Ohrgehänge
- Halskette
- Armband
- Brosche

Erweiterte Paruren enthalten noch Fingerring und Gürtelschnalle. Je nach Art des Anlasses wurde die vollständige, sogenannte Grande-Parure oder die aus Ohrgehänge und Brosche kombinierte Demi-Parure getragen.